# Atheist
Atheist este o formație de death metal din Florida, U.S.A., fondată în anul 1984, a cărui muzică, combină riff-urile brutale cu aranjamente subtile din muzica latină și elemente din jazz. Cel de-al doilea album al trupei, Unquestionable Presence, lansat în 1991, este văzut de critici ca unul dintre cele mai bune albume de death metal.